# Calamus marginatus
Calamus marginatus là loài thực vật có hoa thuộc họ Arecaceae. Loài này được (Blume) Mart. mô tả khoa học đầu tiên năm 1853.